# Конкурсы искусств на летних Олимпийских играх 1928
| Конкурсы искусств на IX летних Олимпийских играх 1928 год, Амстердам, Нидерланды | Конкурсы искусств на IX летних Олимпийских играх 1928 год, Амстердам, Нидерланды |
| Olympische Ringe                                                                 | Olympische Ringe                                                                 |
| Информация                                                                       | Информация                                                                       |
| -------------------------------------------------------------------------------- | -------------------------------------------------------------------------------- |
| Участники:                                                                       | 370 участников (332 мужского пола и 38 женского) из 19 стран                     |
| Время проведения:                                                                | 17 мая — 12 августа                                                              |
| Медали:                                                                          | 9 золотых, 10 серебряных и 9 бронзовых                                           |
|                                                                                  | Лос-Анджелес 1932 →                                                              |

Конкурсы искусств на летних Олимпийских играх 1928, проводившиеся в рамках
программы IX летней Олимпиады 1928 года в Амстердаме / Нидерланды, включали художественные соревнования по 13 номинациям внутри пяти категорий: архитектура, литература, музыка, живопись и графика, скульптура.

## Архитектура

### Градостроительные проекты
| Место | Страна   | Участник      | Произведение                  |
| ----- | -------- | ------------- | ----------------------------- |
| 1     | Германия | Адольф Хенсел | «Нюренбергский стадион»       |
| 2     | Франция  | Жак Ламбер    | «Стадион в Версале»           |
| 3     | Германия | Макс Лёгер    | «Городской парк Гамбург 1908» |

### Архитектурные проекты
| Место | Страна     | Участник                  | Произведение                       |
| ----- | ---------- | ------------------------- | ---------------------------------- |
| 1     | Нидерланды | Ян Вилс                   | «Олимпийский стадион в Амстердаме» |
| 2     | Дания      | Эйнар Миндедаль Расмуссен | «Бассейн в Оллерупе»               |
| 3     | Франция    | Жак Ламбер                | «Стадион в Версале»                |

### Лирические произведения
| Место | Страна   | Участник           | Произведение                           |
| ----- | -------- | ------------------ | -------------------------------------- |
| 1     | Польша   | Казимеж Вежиньский | «Олимпийский лавр»                     |
| 2     | Германия | Рудольф Г. Биндинг | «Наставление конника для возлюбленной» |
| 3     | Дания    | Йоханнес Вельтцер  | «Героическая симфония»                 |

### Драматические произведения
| Место | Страна | Участник       | Произведение |
| ----- | ------ | -------------- | ------------ |
| 1     |        | не присуждали  |              |
| 2     | Италия | Лауро де Бозис | «Икар»       |
| 3     |        | не присуждали  |              |

### Эпические произведения
| Место | Страна     | Участник                                | Произведение              |
| ----- | ---------- | --------------------------------------- | ------------------------- |
| 1     | Венгрия    | Ференц Мезо                             | «История Олимпийских игр» |
| 2     | Германия   | Эрнст Вайс                              | «Боэтиус из Орламюнде»    |
| 3     | Нидерланды | Карел Феодор Шартен Марго Шартен-Антинк | «Чудак из Маремма»        |

## Музыка

### Сольное и хоровое пение
| Место | Страна | Участник      | Произведение |
| ----- | ------ | ------------- | ------------ |
| 1     |        | не присуждали |              |
| 2     |        | не присуждали |              |
| 3     |        | не присуждали |              |

### Инструментальная музыка
| Место | Страна | Участник      | Произведение |
| ----- | ------ | ------------- | ------------ |
| 1     |        | не присуждали |              |
| 2     |        | не присуждали |              |
| 3     |        | не присуждали |              |

### Оркестровая музыка
| Место | Страна | Участник         | Произведение          |
| ----- | ------ | ---------------- | --------------------- |
| 1     |        | не присуждали    |                       |
| 2     |        | не присуждали    |                       |
| 3     | Дания  | Рудольф Симонсен | Симфония № 2 «Эллада» |

## Живопись и графика

### Живопись
| Место | Страна         | Участник      | Произведение                 |
| ----- | -------------- | ------------- | ---------------------------- |
| 1     | Нидерланды     | Исаак Исраэлс | «Наездник в красном камзоле» |
| 2     | Великобритания | Лаура Кнайт   | «Боксёр»                     |
| 3     | Германия       | Вальтер Клемм | «Катание на коньках»         |

### Рисунки и акварели
| Место | Страна     | Участник          | Произведение      |
| ----- | ---------- | ----------------- | ----------------- |
| 1     | Люксембург | Жан Якоби         | «Регби»           |
| 2     | Франция    | Александр Виро    | «Футболист»       |
| 3     | Польша     | Владислав Скочлас | «Стрелок из лука» |

### Графика
| Место | Страна         | Участник                     | Произведение                                 |
| ----- | -------------- | ---------------------------- | -------------------------------------------- |
| 1     | Великобритания | Уильям Ньюзам Приор Николсон | «Цветная гравюра на дереве, 12 видов спорта» |
| 2     | Швейцария      | Карл Моос                    | «Легкая атлетика, плакат»                    |
| 3     | Германия       | Макс Фельдбауэр              | «Почтовый вагон»                             |

## Скульптура

### Круглая скульптура
| Место | Страна    | Участник       | Произведение       |
| ----- | --------- | -------------- | ------------------ |
| 1     | Франция   | Поль Ландовски | «Боксёр»           |
| 2     | Швейцария | Мило Мартин    | «Отдыхающий атлет» |
| 3     | Германия  | Рене Синтенис  | «Футболист»        |

### Рельефы и медали
| Место | Страна     | Участник                      | Произведение        |
| ----- | ---------- | ----------------------------- | ------------------- |
| 1     | Австрия    | Эдвин Гринауэр                | «Медаль»            |
| 2     | Нидерланды | Кристиан Йоханнес ван дер Хёф | «Медаль»            |
| 3     | Германия   | Эдвин Шарфф                   | «Спортивный значок» |

## Галерея

Победители в конкурсах искусств
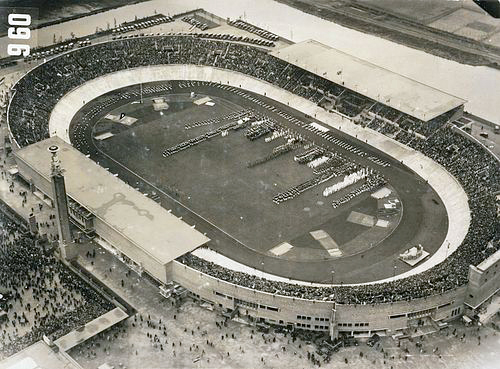
Голландский архитектор Ян Вилс. Золотая медаль по архитектуре
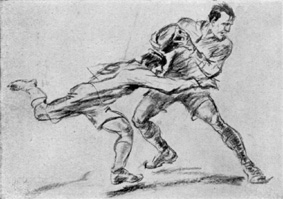
Люксембургский художник Жан Якоби. Золотая медаль за рисунок «Регби»